# Manacar

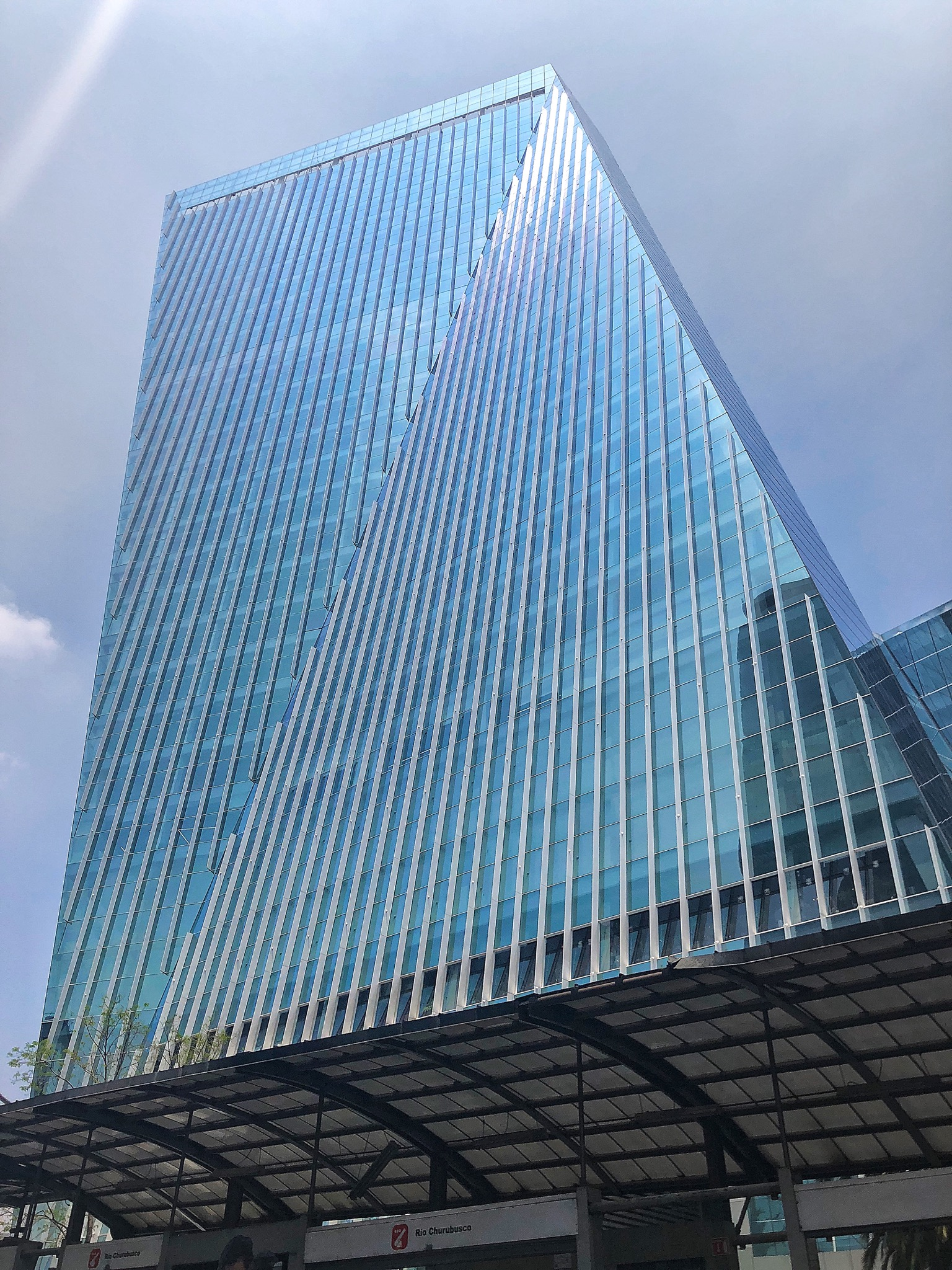
Vista a la torre desde la estación de Metrobús sobre Av. Insurgentes

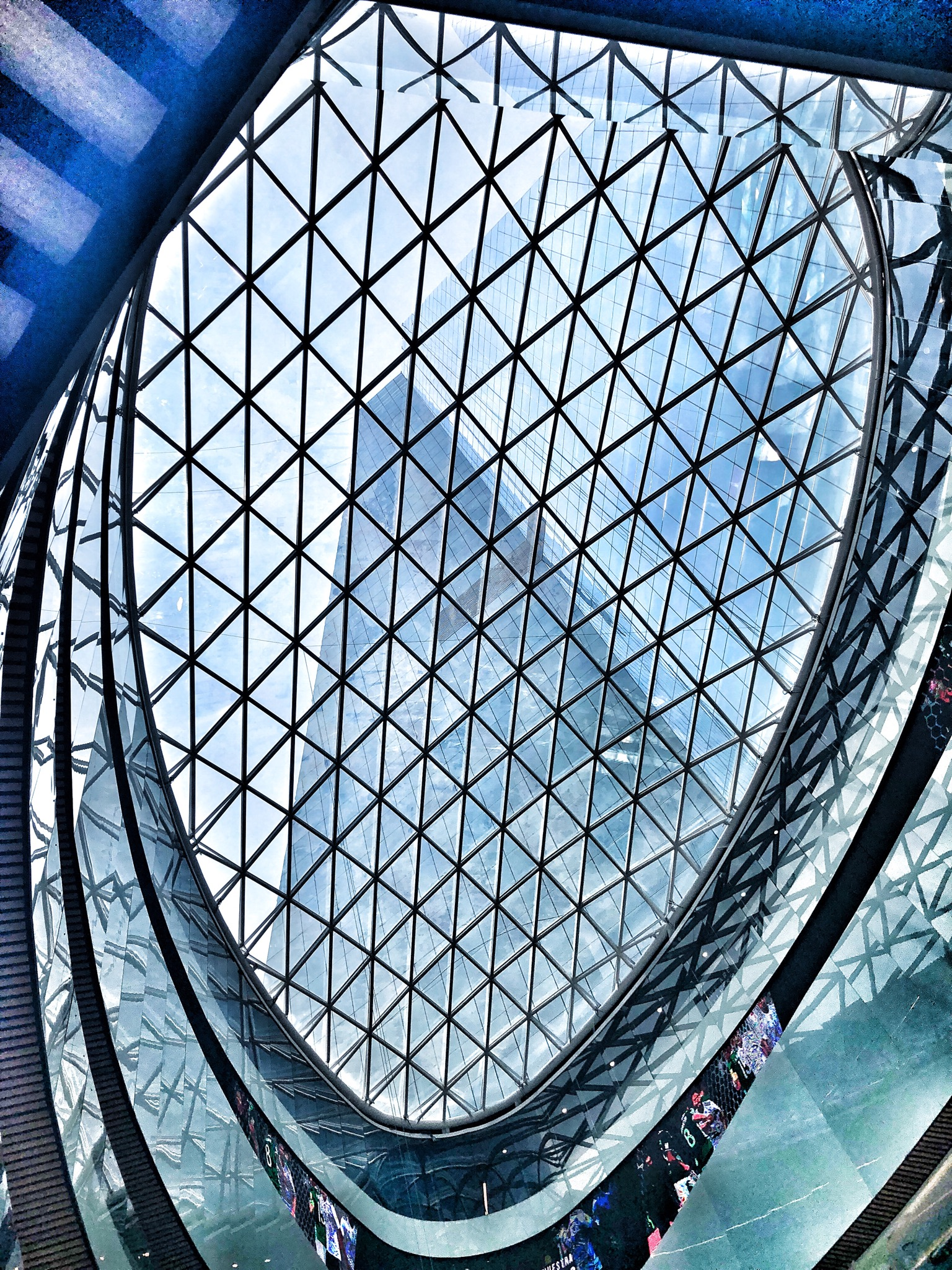
Claraboya en el centro comercial con vista arriba hacia la torre

Manacar es una torre de 29 pisos (Torre Manacar) y un centro comercial en la colonia Insurgentes Mixcoac en el sur de la Ciudad de México en la esquina sureste de la Avenida de los Insurgentes, y el Circuito Interior. 
El complejo ocupa el predio del antiguo Cine Manacar (1965–2013). que incluía una torre de oficinas de 15 niveles y un restaurante, diseñado en 1963 por los arquitectos Enrique Carral, Héctor Meza y Víctor Ballardo. El nombre Manacar es un acrónimo que tomó las primeras letras del nombre de los propietarios y desarrolladores del conjunto original: Manuel, Antonio y Carlos Santacruz.
En el nuevo complejo, diseñado por el arquitecto Teodoro González de León, se conserva el mural Los danzantes, de Carlos Mérida, que se ubicaba en el antiguo cine.
La superficie total es de unos 180 000 metros cuadrados (1 937 504,7 ft²)
El centro comercial fue inaugurado en septiembre de 2017[cita requerida]. Hay 20 tiendas de moda, 7 restaurantes, 20 opciones adicionales de comida, y un estacionamiento donde caben 2700 autos en 11 niveles. Las tiendas del centro comercial son entre otros: Cinemex Premium, H&M, Forever 21, Massimo Dutti, Tommy Hilfiger, IShopMixup, Innovasport, Sephora, Sunglass Hut, Scappino, Benetton, Calzedonia and American Eagle Outfitters, y los restaurantes que hay son entre otros Chili's.